# História do direito português
A História do direito português pode ser traçada até o povo lusitano que habitava a Península Ibérica na Antiguidade, e, mais claramente, a partir de 19 AEC, quando se inicia o domínio do Império Romano na Península Ibérica, habitada, até então, por numerosos povos além dos lusitanos (celtas, iberos, tartéssios e cartagineses), que, aos poucos, foram adotando a língua latina, ainda que de modo peculiar, em detrimento de suas próprias línguas.
No início do século V começaram invasões bárbaras, em detrimento do domínio romano. Como a cultura hispânico-latina era forte demais para ser sobrepujada pelos germânicos, o Direito Romano adaptado sobreviveu. Para dirimir as controvérsias entre os visigodos, os hispanos e os galos-romanos, foi elaborado o direito visigótico.
Por volta de 711, ocorre a conquista da Península Ibérica pelos muçulmanos, impulsionados pela necessidade de terras férteis, interesses de atividades comerciais e a explosão demográfica. Os muçulmanos influenciaram muito a cultura local, contudo foram sempre vistos como invasores durante todos os quase sete séculos que ali ficaram. No campo do direito, os muçulmanos regem-se pelas leis de origem islâmica, porém permitindo que os cristãos (os que habitavam a região antes da invasão e ali permaneceram) continuassem se regendo pelo código visigótico, bem como mantendo suas instituições, desde que pagassem impostos. Qualquer um poderia se submeter ao islamismo se assim desejasse.
A jurisprudência baseava-se na auctoritas, no saber socialmente reconhecido, mas desprovido de poder, distinguindo-se assim da lei que repousa sobre este, a potestas. A jurisprudência é, portanto, a atividade de todos os que constroem o direito em termos científicos e independentemente de qualquer ligação ou dependência específica ao poder. Lembrando que direito prudencial - a ordem normativa criada pelos prudentes, ou seja, pelos que conhecem o direito, o justo e o injusto, por aqueles cuja autoridade lhes permitia declarar a verdade jurídica nos casos concretos (Álvaro D’Ors) - é diferente de direito jurisprudencial 

## Direito prudencial
Representa, com o costume, um sector do ordenamento jurídico que se situa originariamente fora da esfera de acção criativa do poder. Enquanto o costume tende a ser dominado pelo príncipe, que limita o seu valor à conformidade ou à recepção pelas normas emanadas do poder, o direito prudencial resiste-lhe por vezes de modo eficaz. Chega mesmo a sobrepor-se ao espírito e letra da lei mediante uma função criadora de normas jurídicas e também de um papel de intérprete e integrador da lei e pode até passar o dado legal, pela capacidade de invencio do prudente.
Aos prudentes coube-lhes a árdua tarefa de ultrapassar e superar o exíguo e rudimentar ordenamento jurídico das diversas nações na Idade Média.
Direito prudencial é portanto a ordem normativa criada pelos prudentes, ou seja, pelos que conhecem o direito, o justo e o injusto, por aqueles cuja auctoritas lhes permitia declarar a verdade jurídica nos casos concretos (Álvaro D’Ors).
A jurisprudência (iuris prudentia) baseia-se, pois, na auctoritas, no saber socialmente reconhecido, mas desprovido de poder, distinguindo-se assim da lei que repousa sobre este, a potestas, ou seja, jurisprudência é portanto a actividade de todos os que constroem o direito em termos científicos e independentemente de qualquer ligação ou dependência específica ao poder. Fica assim afastada desde já do direito prudencial aquilo a que hoje chama-mos jurisprudência — o resultado da actividade do juiz enquanto magistrado que dita a solução dos casos litigiosos munido de ius imperii. Fica claro que o juiz actual é um funcionário do poder e o juiz romano clássico é um privado. Opinião do juiz - sententia; Função do juiz - iudicatio (julgamento)

## Direito romano
O direito romano (ius civile romanum) era criado e estatuído apenas para os cidadãos de Roma. O não-cidadão ou estrangeiro reger-se-ia pelo seu direito próprio.
Com a passagem de Roma da condição primitiva de estado-cidade para um espaço geográfico-político cada vez mais em expansão, as coisas alteraram-se e com vista à uniformização e generalização o direito das gentes (ius gentium), direito comum aplicável entre romanos e latinos, entre romanos e peregrinos ou entre latinos e peregrinos de outros povos até se culminar em 212 d.C. na concessão do estatuto pessoal dos romanos a não-romanos, assim, ao ser o direito romano o único oficial, teoricamente produz-se um aniquilamento dos direitos particulares ou indígenas ainda em vigor